# Morven Christie

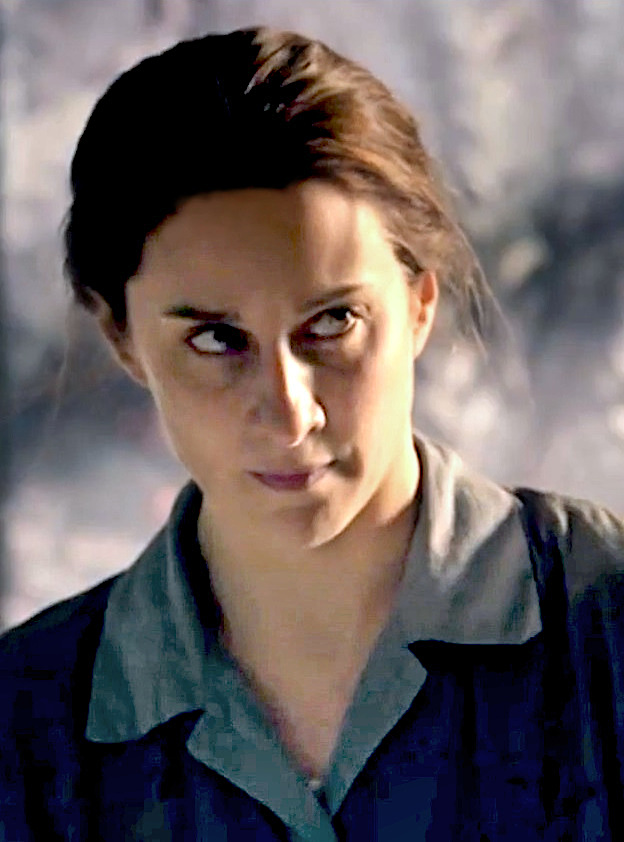
Morven Christie, 2018

Morven Christie (* 24. Juni 1979 in Helensburgh, Strathclyde) ist eine schottische Schauspielerin.

## Leben und Karriere
Morven Christie wuchs in Glasgow und Aviemore auf. Sie studierte Schauspielerei am Drama Centre London, was sie 2003 abschloss. Ihre Arbeit als Schauspielerin bezieht sich auf die Bereiche Bühne, Film und Fernsehen.
2006 spielte sie in Theaterstücken der Royal Shakespeare Company die Rolle der Julia (Romeo und Julia) und die Rolle der Hero (Viel Lärm um nichts).
Christie spielte die Jane Bennet in der ITV-Miniserie Lost in Austen, einer modernen Version von Austens Stolz und Vorurteil. 2009 spielte sie in der Serie Monday Monday eine der größeren Rollen und auch in Victoria, die junge Königin war sie in einer Nebenrolle zu sehen.
2008 wurde Christie mit in Sam Mendes’ Theatergruppe einbezogen und trat in Tom Stoppards neuer Version von Der Kirschgarten als Anya auf. In Shakespeares Das Wintermärchen, welches am Old Vic Theatre in London aufgeführt wurde, spielte sie die Rolle der Perdita. Auch am National Theatre trat sie schon auf.
Ab 2011 wurde sie in mehrere neue Fernsehproduktionen mit einbezogen, darunter zwei neue Serien von BBC und der deutsch-englische Zweiteiler Laconia.

## Privates
Christie lebt gemeinsam mit ihrem Partner, dem Chvrches-Musiker Iain Cook, in Glasgow.

## Filmografie (Auswahl)
- 2004: The Second Quest (TV-Film)
- 2004: Quite Ugly One Morning (TV-Film)
- 2004: Teachers (Fernsehserie, Episode 4x07)
- 2005: House of 9
- 2005: Dot.Kill
- 2006: The Family Man (TV-Film)
- 2006: Flying Scotsman – Allein zum Ziel (The Flying Scotsman)
- 2007: Oliver Twist (Miniserie)
- 2008: Lost in Austen (Fernsehserie, 4 Episoden)
- 2009: Monday Monday (Fernsehserie, 7 Episoden)
- 2009: Victoria, die junge Königin (Young Victoria)
- 2011: Sirens (Fernsehserie, 3 Episoden)
- 2011: Laconia (TV-Film)
- 2012: Shell
- 2012: Twenty Twelve (Fernsehserie, 7 Episoden)
- 2012: Hunted – Vertraue niemandem (Hunted, Fernsehserie, 8 Episoden)
- 2014: Lilting
- 2014: Death in Paradise (Fernsehserie, 2 Episoden)
- 2014: Silent Witness (Fernsehserie, 2 Episoden)
- 2014–2017: Grantchester (Fernsehserie, 19 Episoden)
- 2015: Doctor Who (Fernsehserie, 2 Episoden)
- 2016–2020: The A Word (Fernsehserie, 17 Episoden)
- 2017: The Replacement (Fernsehserie, 3 Episoden)
- 2018: Tödlicher Irrtum (Ordeal by Innocence, Fernsehserie, 3 Episoden)
- 2019–2021: The Bay (Fernsehserie)
- 2023: Lockwood & Co. (Fernsehserie)

## Bühnenstücke
- 2005: Festen als Pia
- 2005: When You Cure Me als Rachel
- 2006: Romeo und Julia als Julia
- 2006: Viel Lärm um nichts als Hero
- 2006: König Johann als Blanche
- 2009: Der Kirschgarten als Anya
- 2009: Das Wintermärchen als Perdita
- 2010: Men Should Weep